# Légions d'honneur
Pour plus de détails, voir Fiche technique et Distribution.
Légions d'honneur est un film français réalisé par Maurice Gleize, sorti en 1938.

## Synopsis
Deux officiers liés d'amitié rentrent ensemble en France après un long séjour dans le bled saharien. Le plus jeune homme tombe amoureux de la femme de l'autre mais ne trahit pas la confiance de son ami. Blessé par son ce dernier, il se laisse accuser de mutilation volontaire par le Conseil de Guerre.

## Fiche technique
- Titre : Légions d'honneur
- Réalisation : Maurice Gleize
- Scénario : Maurice Gleize et Jean-José Frappa, d'après la nouvelle de Jean Makis La Griffe
- Dialogues : Jean-José Frappa
- Photographie : Christian Matras
- Cameraman : Claude Renoir
- Photographe de plateau : Roger Forster
- Son : Joseph de Bretagne
- Décors : Jean d'Eaubonne et Jacques Gut
- Musique : Henri Tomasi
- Directeur de production : Emile Demeuraux
- Société de production : Les Films de France
- Société de distribution : SPLH (1938), puis Pathé Distribution
- Pays d'origine :  France
- Durée : 96 minutes
- Date de sortie : France, 17 février 1938
- Affiche : Jacques Bonneaud (France)

## Distribution
- Marie Bell : Simone Dabrau
- Abel Jacquin : le lieutenant Vallin
- Charles Vanel : le capitaine Dabrau
- Pierre Renoir : Dumas, l'avocat
- Milly Mathis : Marinette
- Jacques Baumer : le commissaire du gouvernement
- Camille Bert : le médecin-major Tauvel
- Jim Gérald : Constant
- Pierre Magnier : le président du Conseil de guerre
- Jean Périer : le général Richaume
- Georges Prieur : le colonel assesseur
- Tony Murcie : le sergent infirmier Dupuis
- Georges Saillard : le médecin de l'hôpital
- Maurice Schutz : Grand-père Michel
- Edmond Beauchamp